# Liste von Bergwerken im Landkreis Saarlouis

Kommunen im Landkreis Saarlouis

Die Liste von Bergwerken im Landkreis Saarlouis führt die Gruben, Bergwerke, Stollen und andere unter das Bergrecht fallende Betriebspunkte im Landkreis Saarlouis, Saarland, auf.

## Geschichte
Der Bergbau im Saarland existierte bereits in keltischer Zeit und ist seit 1429 urkundlich nachgewiesen. Überwiegend wurde Steinkohle abgebaut. Mit der einsetzenden Industrialisierung Deutschlands ab 1850 sorgte die stark gestiegene Nachfrage nach Kohle für eine enorme Ausdehnung des Bergbaus an der Saar. Im Juni 2012 endete der Kohlebergbau im Saarland mit der Schließung des Bergwerks Saar. Die Kalksteingrube Auersmacher wird seit 2017 nur noch im Standby vorgehalten.

## Liste
| Name                       | Gemeinde/Stadt | Bemerkungen | Teufe (m) | Beginn             | Ende       | RAG-Nr. / Quelle | Lage | Bild |
| -------------------------- | -------------- | --- | --------- | ------------------ | ---------- | ---------------- | ---- | ---- |
| Arnold Schäfer             |                | Ehemalige Grube Schäfer Reisbach II; Kohle; Schrägschacht im Einfallswinkel des Flözes |           | 1962               | 2000       | [ 1 ]            | Lage |      |
| Bergwerk Saar              |                | Nordschacht; Kohle; bis 2012 tiefster betriebsbereiter Schacht Europas, heute teilverfüllt durch Betonpfropfen auf 1037 m Teufe, bis dahin fahrbar                                                                                                 | 1750      | 1981               |            | [ 2 ]            | Lage |      |
| Bergwerk Saar              |                | Ney-Schacht, auch genannt: Ostschacht; Kohle; 2013 mit Betonstopfen bis 67 m Teufe verschlossen; eines der ältesten Fördergerüste im Saarrevier | 651       | 1867               | 2013       | [ 3 ]            | Lage |      |
| Bergwerk Saar              |                | Schacht Primsmulde; Kohle; jüngster Schacht des saarländischen Steinkohlebergbaus | 1260      | 2006               | 2013       | [ 2 ]            | Lage |      |
| Emilianus                  |                | Oberer Emilianusstollen; Kupfer; der Emilianusstollen ist Teil eines römischen Kupferbergwerks, der antike Stollen ist mit seiner in Stein gehauenen Inschrift das einzige direkte Zeugnis untertägigen Bergbaus in Mitteleuropa aus der Römerzeit |           |                    |            | [ 2 ]            | Lage |      |
| Emilianus                  |                | Stollen Bruss; Kupfer; In Betrieb in römischer Zeit, im Mittelalter und in der frühen Neuzeit; noch heute sind hier Azuritlinsen zu finden |           |                    |            | [ 2 ]            | Lage |      |
| Emilianus                  |                | Unterer Emilianusstollen; Kupfer; in römischer Zeit in Betrieb |           |                    |            | [ 2 ]            | Lage |      |
| Ensdorf                    |                | Schacht Elm; Kohle; Durchmesser 4,50 m | 281       | 1936               | 1990 (ca.) | [ 2 ]            | Lage |      |
| Ensdorf                    |                | Schacht Duhamel, auch genannt: Saarschacht; Kohle; letzter Förderstandort im Saarland | 868       | 1913               | 2012       | [ 2 ]            | Lage |      |
| Gewerkschaft Paulshoffnung |                | Pambethstollen; Kupfer; Bergbau auf Azurit im 19. Jahrhundert |           |                    |            | [ 2 ]            | Lage |      |
| Griesborn                  |                | Ensdorfer Stollen; Kohle; Förderstollen von der Grube Kronprinz Friedrich Wilhelm in Schwalbach zur Schiffsverladung auf der Saar; 1910 abgeworfen, 1945 an mehreren Stellen gesprengt                                                             |           | 1833               | 1945       | [ 3 ]            | Lage |      |
| Griesborn                  |                | Griesborn-Schacht, auch genannt: Eisenbahnschacht; Kohle | 352       | 1857               | 1950       | S 50010          | Lage |      |
| Griesborn                  |                | Kettenförderstollen; Kohle; Nebenstollen des Ensdorfer Stollens; nach Stilllegung der Grube Griesborn 1950 noch als Lehrstollen genutzt |           | 1891 (oder früher) | 1969       | SM 50011         | Lage |      |
| Griesborn                  |                | Ensdorfer Schacht; Kohle; Förderung 1928 beendet, danach als ausziehender Wetterschacht genutzt |           | 1866               |            | [ 2 ]            | Lage |      |
| Griesborn                  |                | Hohlbachschacht, auch genannt: Westschacht 3; Kohle | 226       | 1906               | 1934       | S 50011          | Lage |      |
| Hostenbach                 |                | Werbelner Schacht; Kohle; begonnen im 1. Weltkrieg, Kohlenlandabsatz, später ausziehender Wetterschacht mit Ventilator | 167       | 1917               | 1938       | [ 4 ]            | Lage |      |
| Hostenbach                 |                | Barbaraschacht, auch genannt: Neuer Förder- und Fahrschacht; Kohle; ausziehender Wetterschacht mit Wetterofen, ab 1879 Ventilator | 158       | 1847               | 1932       | [ 2 ]            | Lage |      |
| Hostenbach                 |                | Loreleyschacht, auch genannt: Nordschacht; Kohle; einziehender Wetterschacht; Ziegelsteinmauerung etwa 1–2 m hoch erhalten. | 338       | 1900               | 1936       | S 70003          | Lage |      |
| Hostenbach                 |                | Karl-Schacht; Kohle; von 1872 bis 1906 wurde hier die einzige Fahrkunst im Saarbergbau betrieben | 219       | 1869               | 1932       | S 70007          | Lage |      |
| Hostenbach                 |                | Union-Schacht; Kohle | 268       | 1865               | 1932       | S 70002          | Lage |      |
| Kronprinz Wilhelm          |                | Jacobschacht 2, auch genannt: Westschacht 2; Kohle; 1920 in Jacobschacht umbenannt, 1928 stillgelegt | 68        | 1865               | 1928       | S 50015          | Lage |      |
| Kronprinz Wilhelm          |                | Jacobschacht 1, auch genannt: Westschacht 1; Kohle; 1920 in Jacobschacht umbenannt, 1928 stillgelegt | 204       | 1865               | 1928       | S 50014          | Lage |      |
| Kronprinz Wilhelm          |                | Wilhelmschacht; Kohle | 66        | 1877               | 1897       | S 50017          | Lage |      |
| Kronprinz Wilhelm          |                | Wetterschacht 2, auch genannt: Wetterschacht No. 9; Kohle; auf Kliverkarte 1891 verzeichnet als Wetterschacht No. 9 |           | 1891 (oder früher) |            | S 50018          | Lage |      |
| Kronprinz Wilhelm          |                | Knausholzschacht; Kohle | 144       | 1873               |            | S 50007          | Lage |      |
|                            |                | Peterswald-Stollen; Roter Ocker |           | 1874               | 1878       | [ 6 ]            | Lage |      |
|                            |                | Versuchsschacht; Kohle; beim Abzweig Neuforweiler | 36.6      |                    |            | S 70024          | Lage |      |
|                            |                | Wetterschacht Emiliani; Kupfer; Wetterschacht, verbindet oberen und unteren Emilianusstollen | 8         |                    |            | [ 2 ]            | Lage |      |
|                            |                | Limbergstollen; Kupfer |           | Mittelalterlich    |            | [ 2 ]            | Lage |      |
|                            |                | Schacht; Kupfer; Reste eines kleinen Schachtes zu einem unbekannten Stollensystem |           | Mittelalterlich    |            | [ 2 ]            | Lage |      |
|                            |                | Versuchsstollen; Kupfer; |           | Mittelalterlich    |            | [ 2 ]            | Lage |      |
|                            |                | Rösche; Eisen; leitet den Dörrenbach unter der Abraumhalde des Eisenerzabbaus (Lebacher Eier) durch |           | 1820 (ca.)         |            | [ 4 ]            | Lage |      |